# Petinha-pernilonga
Petinha-pernilonga  (Anthus pallidiventris) é uma espécie de ave da família Motacillidae.
Pode ser encontrada nos seguintes países: Angola, Camarões, República do Congo, República Democrática do Congo, Egipto, Guiné Equatorial e Gabão.
Os seus habitats naturais são: campos de gramíneas subtropicais ou tropicais secos de baixa altitude.